# Calvoa
Calvoa é um género botânico pertencente à família Melastomataceae.